# Jacques Bonsergent metróállomás
A Jacques Bonsergent egy metróállomás Franciaországban, Párizsban a párizsi metró 5-ös metróvonalán.

## Metróvonalak
Az állomást az alábbi metróvonalak érintik:
- 5-ös metróvonal

## Kapcsolódó állomások
A metróállomáshoz az alábbi állomások vannak a legközelebb:
- République (Place d’Italie, 5-ös metróvonal)
- Gare de l’Est (Bobigny – Pablo Picasso, 5-ös metróvonal)